# Oriskany
Oriskany är ett municipalsamhälle i Oneida County i delstaten New York.
I närheten av Oriskany utkämpades slaget vid Oriskany i amerikanska frihetskriget.

## Kända personer från Oriskany
- William Jay Gaynor, politiker